# Pawieł Kuczerow
Pawieł Władimirowicz Kuczerow, ros. Павел Владимирович Кучеров (ur. 18 sierpnia 1964 w Smoleńsku, Rosyjska FSRR) – rosyjski trener piłkarski.

## Kariera trenerska
Pracował w holenderskich klubach Zwaluw VFC Vught i Oss. W 2002-2011 pracował w holenderskim klubie Eredivisie Willem II Tilburg na różnych stanowiskach: trener drużyn młodzieżowych, skaut, kierownik sekcji selekcjonerskiej klubu. Współpracował z Holenderską piłkarską szkoleniową Akademią. W marcu 2011 roku zakończył się kontrakt z Willem II i klub ze względów finansowych zdecydował się nie kontynuować kontrakt. Od 18 października 2011 pełnił obowiązki głównego trenera klubu Karpaty Lwów. W lutym 2012 powrócił do pracy z dziećmi i juniorami w Szkole Piłkarskiej Karpaty Lwów. W maju 2012 pomagał Juriju Diaczuk-Stawyckiemu trenować pierwszą drużynę Karpat, a od 7 czerwca 2012 ponownie pełnił obowiązki głównego trenera Karpat. 31 lipca 2012 roku został zwolniony z zajmowanego stanowiska. 27 grudnia 2012 roku objął stanowisko głównego trenera Naftana Nowopołock.